# باتي والأصدقاء
باتي والأصدقاء هو مسلسل أنمي ياباني، بدأ عرضه لأول مرة في 5 أكتوبر 1992 واستمر حتى 4 أبريل 1993. وتمت دبلجة المسلسل للغة العربية.

## روابط خارجية
- باتي والأصدقاء على موقع IMDb (الإنجليزية)
- باتي والأصدقاء على موقع قاعدة بيانات الفيلم (الإنجليزية)
- باتي والأصدقاء على موقع ANN anime (الإنجليزية)
- Space Oz no Bouken (أنمي) في شبكة أخبار الأنمي